# Pante Piyeu
Pante Piyeu is een bestuurslaag in het regentschap Bireuen van de provincie Atjeh, Indonesië. Pante Piyeu telt 1004 inwoners (volkstelling 2010).